# Myiodynastes
Myiodynastes és un gènere d'ocells de la família dels tirànids (Tyrannidae). Agrupa espècies natives de l'Amèrica tropical (Neotròpic), les àrees de distribució de les quals es troben des de l'extrem sud-oest dels Estats Units, a través d'Amèrica Central i del Sud fins al centre de l'Argentina.

## Descripció i hàbitat
Les espècies d'aquest gènere són tirànids grans i robustos, mesurant entre 19,5 i 23 cm de longitud, amb becs poderosos i són sorollosos i visibles en àrees arbritzades. Dues de les espècies són notablement estriades.
Habiten en nombrosos tipus de selves i boscos, tropicals, subtropicals, o temperats, tant de plana com de muntanya.

## Taxonomia
El gènere Myiodynastes va ser introduït per Charles Lucien Bonaparte l'any 1857.
La subespècie M. maculatus solitarius, distribuïda àmpliament al centre sud de Sud-amèrica, és considerada com a espècie plena Myiodynastes maculatus pel Manual del Ocells del Món (HBW) i Birdlife International (BLI) en base a diferències morfològiques i de vocalització.
Els amplis estudis geneticomoleculars realitzats per Tello et al. (2009) van descobrir una quantitat de relacions noves dins de la família Tyrannidae que encara no estan reflectides en la majoria de les classificacions. Seguint aquests estudis, Ohlson et al. (2013) van proposar dividir Tyrannidae en cinc famílies. Segons l'ordenament proposat, Myiodynastes roman a Tyrannidae, en una subfamília Tyranninae (Vigors, 1825), en una tribu Tyrannini (Vigors, 1825), al costat de Tyrannopsis, Megarynchus, Conopias (provisòriament), Pitangus (amb Philohydor), Machetornis, Myiozetetes, Phelpsia (provisòriament), Empidonomus, Griseotyrannus i Tyrannus.
El nom del gènere Myiodynastes és una paraula composta per dues paraules gregues: «muia, muias» que significa “mosca” i «dunastẽs», que significa “governant”.
Segons la Classificació del Congrés Ornitològic Internacional (versió 15.1, 2025) aquest gènere està format per cinc espècies:
- Myiodynastes hemichrysus - tirà reial ventredaurat.
- Myiodynastes chrysocephalus - tirà reial de capell daurat.
- Myiodynastes bairdii - tirà reial de Baird.
- Myiodynastes luteiventris - tirà reial sulfuri.
- Myiodynastes maculatus - tirà reial estriat.